# Валя-Лунге-Горгота
Валя-Лунге-Горгота (рум. Valea Lungă-Gorgota) — село у повіті Димбовіца в Румунії. Входить до складу комуни Валя-Лунге.
Село розташоване на відстані 82 км на північний захід від Бухареста, 17 км на північний схід від Тирговіште, 65 км на південь від Брашова.

## Населення
За даними перепису населення 2002 року у селі проживали 717 осіб, усі — румуни. Усі жителі села рідною мовою назвали румунську.